# Paul Elliott
Paul Elliott MBE (Lewisham, 18 de Março de 1964) é um ex-futebolista inglês que atuava como zagueiro.

## Carreira
Elliott iniciou sua carreira no Charlton Athletic quando tinha apenas dezesseis anos. Três temporadas depois, se transferiu para o Luton Town. Suas boas atuações no Luton lhe renderam uma transferência para o Aston Villa, que quatro temporadas antes, conquistara todos os principais torneios que disputou, incluindo uma inédita Copa dos Campeões da UEFA. Porém, Elliott teve a grande infelicidade de não conseguir conquistar nenhum título durante suas duas temporadas no clube, quando se transferiu para o futebol italiano, aceitando uma proposta do pequeno Pisa.
Na pequena equipe italiana, Elliott conquistou seu único título na carreira: a extinta Copa Mitropa. Após curta passagem no futebol italiano, retornou ao Reino Unido, mas dessa vez para a Escócia. Seu destino acabou sendo o Celtic, onde, novamente permaneceu durante apenas duas temporadas, sendo eleito em sua segunda e última, o melhor jogador do escocês. Em seguida, retornou para a Liga Inglesa, através do Chelsea.
Porém, sua passagem pelos Blues, apesar de boa, tendo sido eleito o melhor jogador do clube em sua primeira temporada, acabou sendo trágica. Numa dividida com o liverpooliano Dean Saunders, acabou sofrendo uma grave lesão, tendo que abandonar sua carreira. Mesmo tendo grande esperança em seu retorno, sendo inscrito no campeonato em sua última temporada, anunciou em 10 de maio de 1994 (quatro dias antes do Chelsea disputar a final da Copa da Inglaterra), o fim de sua carreira. Elliott ainda processaria Saunders pedindo indenização, mas não tendo sucesso.